# Brix (computerspel)
Brix is een puzzelcomputerspel voor Windows, ontwikkeld in 1992 door Epic Games. Het woord Brix is afgeleid van het Engelse woord "Bricks", wat stenen betekent. In het begin van de game krijgt de speler een speelruimte waarin er zich verschillende puzzelstukken bevinden.Het is de bedoeling om deze puzzelstukken kwijt te geraken in een bepaalde tijdslimiet. Dit kan je doen door de stukken horizontaal te bewegen. Wanneer puzzelstukken met hetzelfde symbool naast elkaar liggen dan verdwijnen ze.